# Pécsi Sahti-per
A pécsi Sahti-per magyarországi koncepciós per volt 1950-ben, melyben bányamérnököket ítéltek el bányarobbanást okozó szabotázs hamis vádjával. A pert az 1928-as szovjetunióbeli Sahtiban 11 halálos ítélettel végződő koncepciós bányászper mintájára kreálták a Baranya-megyei ÁVH emberei Komlós János megyei parancsnok vezetésével.

## A nyomozás és a per
Feljelentések nyomán vetődött fel egy rendszerellenes szabotázs gyanúja az ÁVH Baranya megyei főnöksége és annak vezetője, Komlós János fejében. A szovjetunióbeli Sahti-perhez hasonlóan a pécsi bánya vezetésében is több, jobboldaliként számon tartott, a kommunistákkal feltehetően nem szimpatizáló mérnök volt, akik a Horthy-korszakban is a bányavezetésben dolgoztak, de állásukban hagytak, mert szaktudásuk nélkülözhetetlen volt a fokozott iparosításban kulcsszerepet játszó szénkitermeléshez. A teljes titokban lefolytatott per során vádlottakat 10, 5, 4 és 3 éves börtönbüntetésre ítélték.

## A vádlottak rehabilitációja
A koncepciós pert – az 50-es években példátlan módon – hamarosan balfogásnak minősítették a pártvezetésben, ugyanis a perbe fogott 3 bányamérnök szaktudására nagy szükség volt a mecseki bányák tervteljesítéséhez. Az elítélt szakembereket rehabilitálták és visszahelyezték munkájukba.

## Kapcsolódó oldalak
- Koncepciós perek Magyarországon 1945 és 1949 között
- Komlós János (humorista)